# マムラク・テギン
マムラク・テギン（馬木剌的斤/Mamuraq tigin、生没年不詳）は、モンゴル帝国領ウイグル王国の王（イディクート）。
『元史』などの漢文史料では馬木剌的斤(mǎmùlà dejīn)と表記されるが、蒙漢合壁碑（ウイグル文字文と漢文の両方が記される碑文）の「高昌王世勲碑」の記述により「マムラク・テギン（Mamuraq tigin）」が正しい名前であると判明している。

## 生涯
オグルンチ・テギンの子として生まれる。
オグルンチが死去すると、子のマムラクがイディクート（ウイグル国王）位を継いだ。
1258年、モンケ・カアンの南宋攻略戦に従軍し、タンマチ（探馬赤）軍1万を率いて四川に入り、合州を包囲した。しかし、モンケ・カアンが合州の釣魚山の軍陣内で流行した悪疫にかかって1259年8月11日に死去してしまう。
マムラクは帰還後死去した。
1266年（至元3年）、イディクート位はクビライ・カアンによってマムラクの子のコチカル・テギンに授与された。

## 天山ウイグル王家
- ヨスン・テムル（Üsen temür ＞月仙帖木児/yuèxiān tièmùér）
  - バルチュク・アルト・テギン（Barǰuq art tigin ＞巴而朮阿而忒的斤/bāérzhú āértè dejīn,بارجق/bārjūq）
    - キシュマイン（Kišmain ＞کیشماین/kīshmāīn）
    - サランディ・テギン（Salandi tigin ＞سالندی/sālandī）
    - オグルンチ・テギン（Ögrünč tigin ＞玉古倫赤的斤/yùgǔlúnchì dejīn,اوکنج/ūknchī）
      - マムラク・テギン（Mamuraq tigin ＞馬木剌的斤/mǎmùlà dejīn）
        - コチカル・テギン（Qočqar tigin ＞火赤哈児的斤/huǒchìhāér dejīn）
          - ネウリン・テギン（Neülin tigin ＞紐林的斤/niǔlín dejīn）
            - テムル・ブカ（Temür buqa ＞帖木児不花/tièmùér bùhuā）
              - ブダシリ（Budaširi ＞不答失里/bùdáshīlǐ）
                - コシャン（Qošang ＞和賞/héshǎng）

            - センキ・テギン（Sengki tigin ＞籛吉/jiānjí）
            - タイピヌ・テギン（Taypinu tigin ＞太平奴/tàipíngnú）
            - ？オルク・テムル（Ürük temür ＞月魯帖木児/yuèlǔ tièmùér）
              - サンガ（Sangga ＞桑哥/sānggē）

          - キプチャクタイ（Qipčaqtai ＞欽察台/qīnchátái）
          - イル・イグミシュ・ベキ（Il yïγmïš begi ＞也立亦黒迷失別吉/yělì yìhēimíshī biéjí）
          - ソソク・テギン（Sösök tigin ＞雪雪的斤/xuěxuě dejīn）
            - ドルジ・テギン（Dorǰi tigin ＞朶児的斤/duǒér dejīn）
              - バヤン・ブカ・テギン（Bayan buqa tigin ＞伯顔不花的斤/bǎiyán bùhuā dejīn）